# Silence Is Golden
«Silence Is Golden» —en español «El silencio es dorado»— es una canción coescrita por Bob Gaudio de la banda de rock estadounidense The Four Seasons, con Bob Crewe. Fue lanzada como lado B del sencillo «Rag Doll», en 1964.
Posteriormente fue lanzado como sencillo por la banda inglesa The Tremeloes, cuya grabación alcanzó el número uno en las listas de sencillos del Reino Unido el 18 de mayo de 1967, manteniéndose al tope de la lista por tres semanas. El guitarrista Rick West cantó la voz principal de «Silence Is Golden.» Todos los miembros de la banda cantaron, aunque la mayoría de la canción fue interpretada por 'Chip' Hawkes o el baterista Dave Munden como cantante principal.
El sencillo de The Tremeloes alcanzó el número 11 en la lista Billboard Hot 100 de Estados Unidos en el sello discográfico Epic y fue una de las 100 mejores canciones de 1967. La pista vendió un millón de copias globalmente, logrando el disco de oro.
The Tremeloes también grabaron una versión en italiano, E in silenzio. Gary Puckett & The Union Gap también versionaron la canción.